# 卡佩尔 (古埃及抄书吏)

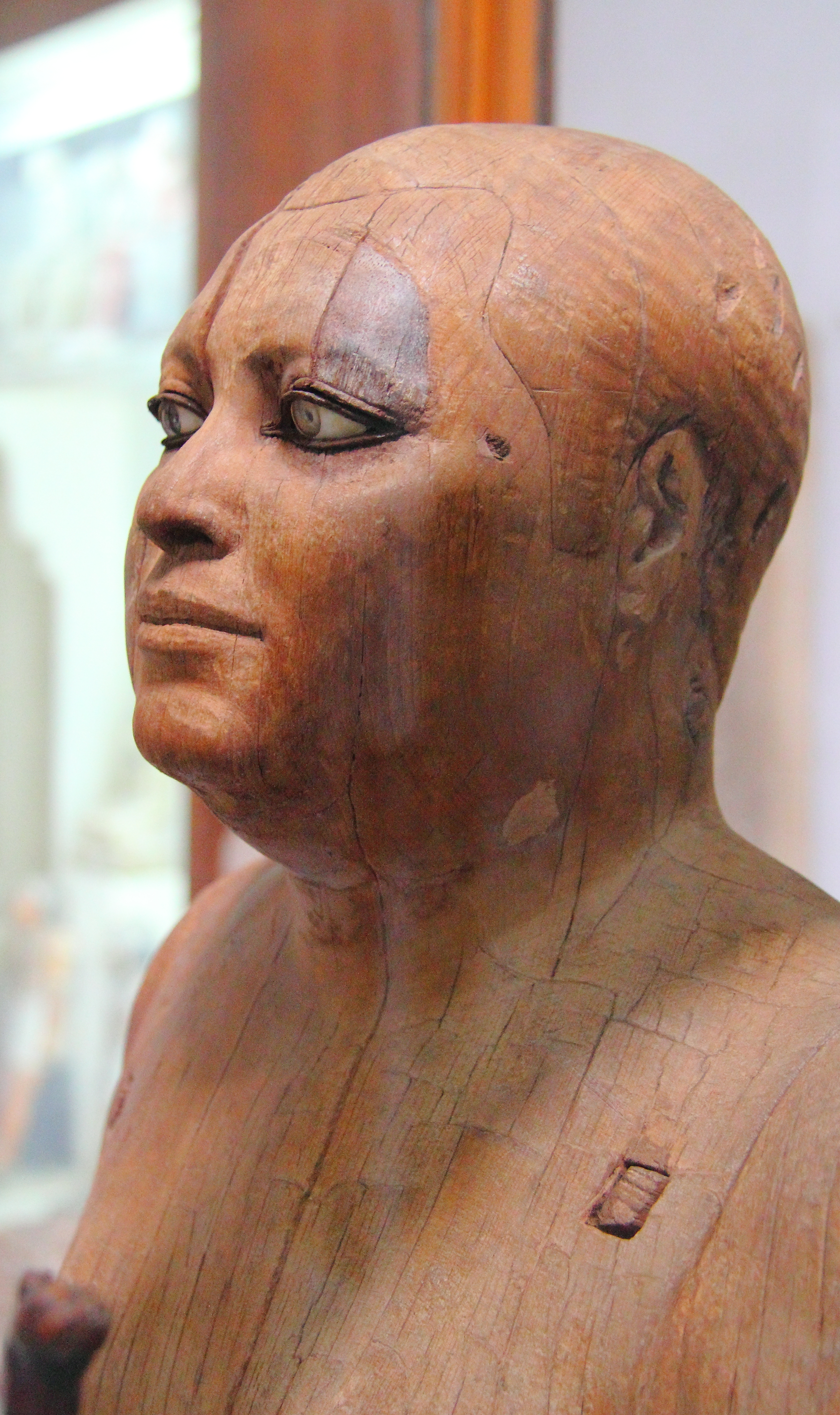
收藏于开罗埃及博物馆的卡佩尔木雕

卡佩尔或卡阿佩尔，俗称村长巴拉德 ，是一位古埃及抄书吏及祭司。他生活在公元前2500年左右的古埃及第四王朝末期至第五王朝初期。尽管卡佩尔的地位在古埃及的众多官员中不是最高的，但他留存下来的精美木雕让其闻名于世。

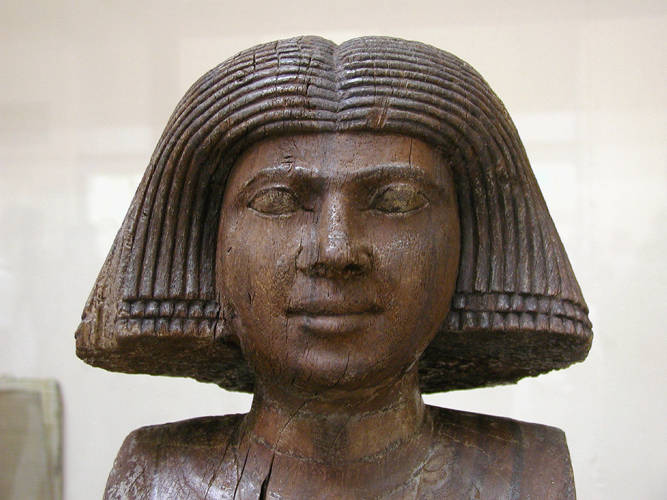
卡佩尔妻子的雕像

## 生平
人们对卡佩尔的生平知之甚少。他的头衔是“读经牧师”和“国王军队的抄书吏”，这代表着他可能与埃及在南黎凡特的一些军事行动有关。

## 发现过程
卡佩尔的马斯塔巴是一座平顶坟墓（名为“萨卡拉 C8”），位于左塞尔阶梯金字塔以北，由法国埃及学家奥古斯特·马里埃特在萨卡拉的墓地群中发现。在发掘过程中，埃及当地人在看到刚出土的卡佩尔雕像时，被雕像极其写实的面部刻画惊呆了，以至于其中一个人将卡佩尔称为称为Sheikh el-Beled （阿拉伯语，意为“村长巴拉德”）。巴拉德可能是当时附近村子的村长。 

## 描述
该雕像现收藏于位于开罗的埃及博物馆，文物编号为CG34。雕像高约112厘米，由梧桐木雕刻而成，描绘了体态肥胖的卡佩尔拄着拐杖行走的样子。雕像脸部圆润、平静、栩栩如生，它眼睛是用水晶和小铜板制成的。卡佩尔的雕像是古埃及第四王朝晚期的卓越工艺和现实主义水平的最佳体现之一，值得一提的是，收藏在卢浮宫的书记坐像是另外一个精彩的描绘抄书吏形象的雕像。从卡佩尔的马斯塔巴中还发掘出了一尊女性木制雕像，这尊雕像被认为是卡珀的妻子（文物编号为CG33）。

## 其他相关
- 古埃及抄书员列表
- 古埃及艺术

## 相关阅读
- Vandersleyen, Claude I. . Journal of Egyptian Archaeology. 1983, 69: 61–65. S2CID 190065961. doi:10.1177/030751338306900106.